# 斯捷齊夫卡 (斯尼亞滕區)
48°33′25″N 25°33′35″E / 48.55694°N 25.55972°E
斯捷齊夫卡（烏克蘭語：Стецівка），是烏克蘭西部的村莊，隸屬伊萬諾-弗蘭科夫斯克州的科洛梅亞區。該村始建1892年，面積3.69平方公里，2001年人口216，人口密度每平方公里58.6人。